# Arétos (Nestoride)
Pour les articles homonymes, voir Arétos.

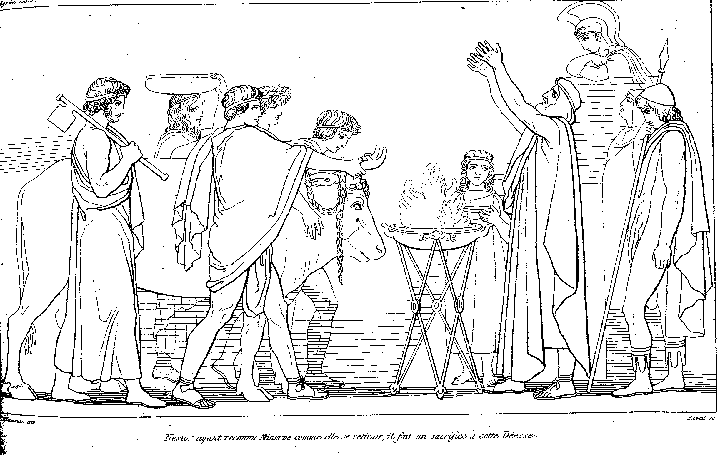
Nestor offre un sacrifice à Athéna.Dessin de John Flaxman (1810).

Selon la mythologie grecque, dans l'Odyssée, Arétos est un fils de Nestor, roi de Pylos, et, selon les auteurs, d'Anaxibie ou d'Eurydice, fille aînée de Clymène. Il n'apparaît qu'au chant III quand Nestor fait l'offrande d'une vache aux cornes plaquées d'or à Athéna.